# 大同区 (大庆市)
大同区是黑龙江省大庆市下辖的一个市辖区。位于大庆市西南部。

## 行政区划
下辖6个街道、4个镇、4个乡。
庆葡街道、高平街道、林源街道、和苑街道、新华街道、同福街道、大同镇、高台子镇、太阳升镇、林源镇、祝三乡、老山头乡、八井子乡、双榆树乡和和平牧场。

## 人口
根據全國第七次人口普查數據顯示，截至2020年11月1日零時，常住人口為180266人。